# Denis Aleksandrovich Bolshakov
Denis Aleksandrovich Bolshakov (tiếng Nga: Денис Александрович Большаков; sinh ngày 7 tháng 6 năm 1987) là một cầu thủ bóng đá người Nga. Anh thi đấu cho FSK Dolgoprudny.

## Sự nghiệp câu lạc bộ
Anh có màn ra mắt tại Giải bóng đá ngoại hạng Nga năm 2007 cho F.K. Luch-Energiya Vladivostok.